# Стрежино
Стрежино (Сережино, Стрежено) — деревня в Торопецком районе Тверской области. Входит в Пожинское сельское поселение.

## История
На топографической карте Фёдора Шуберта, изданной в 1871 году обозначено сельцо Стрежно.
В списке населённых мест Торопецкого уезда Псковской губернии за 1885 год значится усадьба Стрежино. 5 дворов, 14 жителей (6 мужчин, 8 женщин).
На карте РККА 1923—1941 годов обозначена деревня Стрежино. Имела 27 дворов.

## География
Деревня расположена в 15 км (по автодороге — 24 км) к северу от районного центра Торопец. Находится на южном берегу озера Стрежино.

## Климат
Деревня, как и весь район, относится к умеренному поясу северного полушария и находится в области переходного климата от океанического к материковому. Лето с температурным режимом +15…+20 °С (днём +20…+25 °С), зима умеренно-морозная −10…-15 °С; при вторжении арктических воздушных масс до −30…-40 °С.
Среднегодовая скорость ветра 3,5-4,2 метра в секунду.

## Население
| 2010 |
| ---- |
| 1    |